# Прем Тінсуланон
Прем Тінсуланон (Тайська мова: เปรม ติณสูลานนท์์, 26 серпня 1920, Міонг-Сонгкхла, Сонгкхла, Таїланд - 26 травня 2019, Бангкок)  - тайський офіцер, політик та державний діяч, який обіймав посаду Прем'єр-міністр Таїланду з 3 березня 1980 року до 4 серпня 1988 року.